# Schlingshöhe
Schlingshöhe ist ein Ortsteil der Stadt Friesoythe im niedersächsischen Landkreis Cloppenburg.

## Geografie und Verkehrsanbindung
Der Ort liegt östlich des Kernortes Friesoythe an der Landesstraße L 835. Westlich fließt die Soeste und verläuft  die B 72. 

### Naturschutzgebiete
Nördlich liegen das 321,5 ha große Naturschutzgebiet (NSG) Ahrensdorfer Moor und das 300 ha große NSG Vehnemoor-West.